# Associazione Calcio Gozzano 2020-2021
Questa voce raccoglie le informazioni riguardanti l'Associazione Calcio Gozzano nelle competizioni ufficiali della stagione 2020-2021.

## Divise e sponsor
Il fornitore tecnico per la stagione 2020-2021 è Macron; lo sponsor di maglia è FAR Rubinetterie SpA, azienda proprietaria del club.
Le divise sono del tutto analoghe a quelle dell'annata precedente, con l'unica eccezione dell'assenza del cognome dei giocatori sopra i numeri dorsali (sostituito dalla dicitura ASDC Gozzano):
- La prima maglia, conforme alla tradizione del club, presenta un template partito di rosso e blu, resi in una tonalità scura; il colletto alla coreana (chiuso internamente da una striscia di tessuto) è di colore bianco, coordinato coi loghi dello sponsor tecnico e con le personalizzazioni. In basso sul fianco sinistro è applicato in inchiostro sublimatico grigio (così come sulle maglie usate nella seconda parte della stagione 2018-2019) il disegno stilizzato del "guerriero spartano", mutuato dalla simbologia del gruppo ultras gozzanese Briganti. Pantaloncini e calzettoni sono di colore blu con finiture rosse e personalizzazioni bianche[3].
- La maglia da trasferta è nera, con tocchi di verde sul risvolto inferiore, sui fianchi, sul sottomaniche e sul girocollo (dalla peculiare foggia "a goccia"), che si allunga asimmetricamente verso la spalla sinistra; le personalizzazioni sono applicate in bianco. Lo schema cromatico si estende anche ai calzoncini (neri con fasce di bordura e orli verdi), mentre le calze sono in tinta unita nera[4].
- La terza divisa è verde, solcata sul torso da una trama a righine tono-su-tono; una tinta più scura connota le fasce sui fianchi e il colletto alla coreana, chiuso internamente da una striscia di tessuto. Le personalizzazioni si applicano in bianco. Bianchi con personalizzazioni verdi sono invece i pantaloncini e i calzettoni[5].

| Casa | Trasferta | Terza divisa |

## Rosa
| N. |                    | Ruolo | Calciatore                  |
| -- | ------------------ | ----- | --------------------------- |
| 1  | Italia (bandiera)  | P     | Luca Ferrara                |
| 1  | Italia (bandiera)  | P     | Matteo Cincilla             |
| 2  | Italia (bandiera)  | D     | Fabricio Olivera            |
| 3  | Italia (bandiera)  | D     | Mattia Gloria               |
| 4  | Italia (bandiera)  | D     | Fabrizio Carboni (capitano) |
| 5  | Italia (bandiera)  | D     | Abdoul Bane                 |
| 6  | Italia (bandiera)  | C     | Riccardo Gemelli            |
| 7  | Italia (bandiera)  | C     | Riccardo Vono               |
| 8  | Italia (bandiera)  | C     | Nunzio Montaperto           |
| 9  | Senegal (bandiera) | A     | Youssouph Sylla             |
| 10 | Italia (bandiera)  | A     | Diego Allegretti            |
| 11 | Italia (bandiera)  | A     | Luca Modesti                |
| 13 | Italia (bandiera)  | D     | Michael Kayode              |
| 14 | Italia (bandiera)  | A     | Alessandro Rampin           |
| 15 | Italia (bandiera)  | D     | Bruno De Pace               |

| N. |                   | Ruolo | Calciatore              |
| -- | ----------------- | ----- | ----------------------- |
| 15 | Italia (bandiera) | C     | Alessandro Confalonieri |
| 16 | Ghana (bandiera)  | C     | Jalilu Mudasiru         |
| 17 | Italia (bandiera) | D     | Adriano Cavucci         |
| 18 | Italia (bandiera) | A     | Riccardo Olivato        |
| 19 | Italia (bandiera) | A     | Eros Rao                |
| 20 | Italia (bandiera) | D     | Matteo Di Giovanni      |
| 21 | Italia (bandiera) | C     | Ignazio Carta           |
| 22 | Italia (bandiera) | P     | Alessandro Vagge        |
| 23 | Italia (bandiera) | D     | Matteo Rabuffi          |
| 25 | Italia (bandiera) | A     | Luca Piraccini          |
| 26 | Italia (bandiera) | D     | Alessandro Bianconi     |
| 28 | Italia (bandiera) | A     | Lorenzo Sangiorgio      |
| 29 | Italia (bandiera) | C     | Stefano Cella           |
| 30 | Italia (bandiera) | A     | Davide Mastaj           |
| 33 | Italia (bandiera) | D     | Nicolò Pavan            |

## Calciomercato

### Sessione estiva(dal 01/07 al 30/10)
| Acquisti | Acquisti                | Acquisti     | Acquisti      |
| R.       | Nome                    | da           | Modalità      |
| -------- | ----------------------- | ------------ | ------------- |
| P        | Luca Ferrara            | Novara       | prestito      |
| P        | Giacomo Figliuzzi       | Crotone      | prestito      |
| P        | Alessio Giuliani        | Anagni       | fine prestito |
| P        | Alessandro Vagge        |              | svincolato    |
| D        | Alessandro Bianconi     | Bologna      | svincolato    |
| D        | Fabrizio Carboni        | Foggia       | svincolato    |
| D        | Adriano Cavucci         | Paganese     | prestito      |
| D        | Bruno De Pace           | Catanzaro    | svincolato    |
| D        | Matteo Di Giovanni      | Latina       | fine prestito |
| D        | Mattia Gloria           | FC Messina   | fine prestito |
| D        | Fabricio Olivera        | Pro Vercelli | svincolato    |
| D        | Nicolò Pavan            | Mantova      | svincolato    |
| C        | Ignazio Carta           | Carpi        | svincolato    |
| C        | Stefano Cella           | Cremonese    | prestito      |
| C        | Nicolò Corioni          | Crema        | fine prestito |
| C        | Nunzio Montaperto       | Pro Vercelli | prestito      |
| C        | Alessandro Mutti        | Verbania     | fine prestito |
| A        | Diego Allegretti        | Foggia       | svincolato    |
| A        | Carlo Bottazzi Trentani | Verbania     | svincolato    |
| A        | Luca Piraccini          | Fiorenzuola  | svincolato    |
| A        | Demiro Pozzebon         | Avellino     | fine prestito |
| A        | Eros Rao                | Pergolettese | svincolato    |
| A        | Youssouph Sylla         | Piacenza     | svincolato    |

| Cessioni | Cessioni            | Cessioni              | Cessioni      |
| R.       | Nome                | a                     | Modalità      |
| -------- | ------------------- | --------------------- | ------------- |
| P        | Gian Marco Crespi   | Crotone               | fine prestito |
| P        | Gianmarco Fiory     |                       | svincolato    |
| P        | Vittorio Gilli      |                       | svincolato    |
| P        | Alessio Giuliani    | Atletico Terme Fiuggi | svincolato    |
| P        | Nicola Tintori      | Inter                 | fine prestito |
| D        | Max Barnofsky       | FC Messina            | svincolato    |
| D        | Luka Dumančić       | Lecce                 | fine prestito |
| D        | Giuseppe Figliomeni |                       | svincolato    |
| D        | Agostino Garofalo   | Nocerina              | svincolato    |
| D        | Issa Samba          |                       | svincolato    |
| D        | Francesco Rizzo     | Nocerina              | svincolato    |
| D        | Nicolò Tordini      | Derthona              | svincolato    |
| D        | Mattia Tumminelli   |                       | svincolato    |
| D        | Maximiliano Uggè    | Gubbio                | svincolato    |
| D        | Raul Zucchetti      | Virtus Entella        | fine prestito |
| C        | Nicolò Corioni      | Follonica Gavorrano   | svincolato    |
| C        | Roberto Guitto      | Città di Varese       | svincolato    |
| C        | Alessandro Mutti    | Derthona              | svincolato    |
| C        | Nicolò Palazzolo    | Giana Erminio         | svincolato    |
| C        | Martín Rolle        | Iōnikos               | svincolato    |
| C        | Marco Spina         | SPAL                  | fine prestito |
| A        | Giovanni Bruzzaniti | Pro Vercelli          | definitivo    |
| A        | Adin Bukva          | Follonica Gavorrano   | svincolato    |
| A        | Fabio Concas        | Derthona              | svincolato    |
| A        | Francesco Fedato    |                       | svincolato    |
| A        | Doudou Mangni       | Catanzaro             | fine prestito |
| A        | Matteo Momentè      |                       | svincolato    |
| A        | Demiro Pozzebon     | Bitonto               | svincolato    |
| A        | Giacomo Tomaselli   | Monza                 | fine prestito |

### Sessione invernale(dal 01/12 al 26/02)
| Acquisti | Acquisti             | Acquisti | Acquisti   |
| R.       | Nome                 | da       | Modalità   |
| -------- | -------------------- | -------- | ---------- |
| P        | Matteo Cincilla      |          | svincolato |
| D        | Abdoul Bane          | Parma    | prestito   |
| C        | Edoardo Confalonieri | Renate   | prestito   |
| A        | Davide Mastaj        |          | svincolato |
| A        | Matteo Siano         | Piacenza | prestito   |

| Cessioni | Cessioni         | Cessioni    | Cessioni      |
| R.       | Nome             | a           | Modalità      |
| -------- | ---------------- | ----------- | ------------- |
| P        | Luca Ferrara     | Novara      | fine prestito |
| D        | Bruno De Pace    | Acireale    | svincolato    |
| D        | Fabricio Olivera | Fiorenzuola | svincolato    |

## Risultati

### Serie D

#### Girone di andata
| Arbitro: | Arnaut (Padova) |

|  |           |                       |
|  | Marcatori | 80’ (rig.) Allegretti |

| Arbitro: | Menozzi (Treviso) |

|                                    |           |             |
| Allegretti 16’, 51’ Sylla 30’, 78’ | Marcatori | 76’ Valenti |

| Arbitro: | Palmieri (Conegliano) |

|                          |           |  |
| Radaelli 66’ Cocuzza 71’ | Marcatori |  |

| Arbitro: | Galiffi (Alghero) |

|           |           |                               |
| Sylla 79’ | Marcatori | 5’ Diallo 85’ Michaijlovs'kij |

| Arbitro: | Zoppi (Firenze) |

|                                          |           |                      |
| Buongiorno 21’ Cantatore 45+1’ Oneto 60’ | Marcatori | 39’ Sylla 77’ Rampin |

| Arbitro: | Menicucci (Lanciano) |

|                          |           |  |
| Allegretti 25’ Sylla 71’ | Marcatori |  |

| Arbitro: | Guida (Torre Annunziata) |

|            |           |  |
| Kayode 88’ | Marcatori |  |

| Arbitro: | Poto (Mestre) |

|           |           |                |
| Spera 41’ | Marcatori | 25’ Allegretti |

| Arbitro: | Cadirola (Milano) |

|                                   |           |  |
| Vono 34’ Allegretti 56’ Cella 73’ | Marcatori |  |

| Arbitro: | Lipizer (Verona) |

|  |           |                           |
|  | Marcatori | 49’, 55’ Sylla 90’ Mastaj |

| Arbitro: | Peletti (Crema) |

|           |           |  |
| Sylla 66’ | Marcatori |  |

| Bra 10 febbraio 2021, ore 14:30 CET 12ª giornata | Bra                  | 0 – 0 | Gozzano | Stadio Attilio Bravi (0 spett.)\| Arbitro: \| Djurdjevic (Trieste) \| |
| Arbitro:                                         | Djurdjevic (Trieste) |       |         |                                                                       |

| Arbitro: | Frosi (Treviglio) |

|                                             |           |            |
| Allegretti 14’, 38’ Piraccini 35’ Sylla 42’ | Marcatori | 51’ Lauria |

| Arbitro: | Caggiari (Cagliari) |

|  |           |           |
|  | Marcatori | 33’ Sylla |

| Arbitro: | Mastrodomenico (Matera) |

|                     |           |           |
| Pavan 37’ Sylla 87’ | Marcatori | 20’ Siani |

| Arbitro: | Leone (Barletta) |

|               |           |                       |
| Puricelli 45’ | Marcatori | 50’ (rig.) Allegretti |

| Arbitro: | Monesi (Crotone) |

|                |           |  |
| Allegretti 15’ | Marcatori |  |

| Arbitro: | Fichera (Acireale) |

|  |           |           |
|  | Marcatori | 83’ Sylla |

| Arbitro: | Marangone (Udine) |

|                       |           |  |
| Allegretti 20’ (rig.) | Marcatori |  |

#### Girone di ritorno
| Arbitro: | Romaniello (Napoli) |

|             |           |             |
| Carboni 57’ | Marcatori | 86’ Coccolo |

| Arbitro: | Bozzetto (Bergamo) |

|  |           |                                 |
|  | Marcatori | 45’ Confalonieri 81’ Allegretti |

| Arbitro: | Tagliente (Brindisi) |

|                                      |           |             |
| Allegretti 32’ (rig.), 58’ Sylla 76’ | Marcatori | 90+3’ Bingo |

| Arbitro: | Luongo (Napoli) |

|                                  |           |                         |
| Convitto 11’ Demontis 34’ (rig.) | Marcatori | 21’ Piraccini 32’ Sylla |

| Arbitro: | Allegretta (Molfetta) |

|               |           |                                |
| Allegretti 2’ | Marcatori | 38’ Romanengo 90+3’ Buongiorno |

| Arbitro: | Vingo (Pisa) |

|  |           |                               |
|  | Marcatori | 20’ Sylla 35’, 60’ Allegretti |

| Arbitro: | Arcidiacono (Acireale) |

|                                                      |           |                                        |
| Chessa 14’, 18’, 90+5’ Ghilardi 36’ Colombo 43’, 79’ | Marcatori | 26’ Piraccini 55’ Allegretti 62’ Carta |

| Arbitro: | Giampietro (Pescara) |

|               |           |  |
| Allegretti 8’ | Marcatori |  |

| Arbitro: | Manzo (Torre Annunziata) |

|  |           |                |
|  | Marcatori | 13’ Allegretti |

| Gozzano 14 aprile 2021, ore 15:00 CEST 29ª giornata | Gozzano             | 0 – 0 referto | Saluzzo | Stadio Alfredo d'Albertas (0 spett.)\| Arbitro: \| Sicurello (Seregno) \| |
| Arbitro:                                            | Sicurello (Seregno) |               |         |                                                                           |

| Arbitro: | Romaniello (Napoli) |

|  |           |                        |
|  | Marcatori | 75’ Sylla 90+4’ Kayode |

| Arbitro: | Ceriello (Chiari) |

|                                               |           |              |
| Sylla 31’ Allegretti 47’ Carboni 90+4’ (rig.) | Marcatori | 89’ Campagna |

| Arbitro: | Gemelli (Messina) |

|                 |           |           |
| Sterrantino 68’ | Marcatori | 53’ Sylla |

| Arbitro: | Borriello (Arezzo) |

|                |           |              |
| Allegretti 26’ | Marcatori | 90+5’ Ebagua |

| Arbitro: | D'Eusanio (Faenza) |

|  |           |          |
|  | Marcatori | 46’ Vono |

| Arbitro: | Vogliacco (Bari) |

|                          |           |                 |
| Sylla 38’ Allegretti 58’ | Marcatori | 34’ Cirrincione |

| Arbitro: | Migliorini (Verona) |

|             |           |                       |
| Minasso 15’ | Marcatori | 44’ (rig.) Allegretti |

| Arbitro: | Cosseddu (Nuoro) |

|            |           |                   |
| Mastaj 32’ | Marcatori | 45’, 59’ De Souza |

| Arbitro: | Cutrufo (Catania) |

|                         |           |                                         |
| Ciko 18’ Di Stefano 29’ | Marcatori | 54’ Mastaj 58’ Piraccini 83’ Allegretti |

## Statistiche

### Statistiche di squadra
| Competizione | Punti | In casa | In casa | In casa | In casa | In casa | In casa | In trasferta | In trasferta | In trasferta | In trasferta | In trasferta | In trasferta | Totale | Totale | Totale | Totale | Totale | Totale | D.R. |
| Competizione | Punti | G       | V       | N       | P       | Gf      | Gs      | G            | V            | N            | P            | Gf           | Gs           | G      | V      | N      | P      | Gf     | Gs     | D.R. |
| ------------ | ----- | ------- | ------- | ------- | ------- | ------- | ------- | ------------ | ------------ | ------------ | ------------ | ------------ | ------------ | ------ | ------ | ------ | ------ | ------ | ------ | ---- |
| Serie D      | 78    | 19      | 13      | 3       | 3       | 33      | 14      | 19           | 10           | 6            | 3            | 29           | 19           | 38     | 23     | 9      | 6      | 62     | 33     | +29  |

### Andamento in campionato
| Giornata  | 1 | 2 | 3 | 4 | 5  | 6  | 7 | 8 | 9 | 10 | 11 | 12 | 13 | 14 | 15 | 16 | 17 | 18 | 19 | 20 | 21 | 22 | 23 | 24 | 25 | 26 | 27 | 28 | 29 | 30 | 31 | 32 | 33 | 34 | 35 | 36 | 37 | 38 |
| --------- | - | - | - | - | -- | -- | - | - | - | -- | -- | -- | -- | -- | -- | -- | -- | -- | -- | -- | -- | -- | -- | -- | -- | -- | -- | -- | -- | -- | -- | -- | -- | -- | -- | -- | -- | -- |
| Luogo     | T | C | T | C | T  | C  | C | T | C | T  | C  | T  | C  | T  | C  | T  | C  | T  | C  | C  | T  | C  | T  | C  | T  | T  | C  | T  | C  | T  | C  | T  | C  | T  | C  | T  | C  | T  |
| Risultato | V | V | P | P | P  | V  | V | N | V | V  | V  | N  | V  | V  | V  | N  | V  | V  | V  | N  | V  | V  | N  | P  | V  | P  | V  | V  | N  | V  | V  | N  | N  | V  | V  | N  | P  | V  |
| Posizione | 5 | 1 | 2 | 8 | 11 | 10 | 7 | 5 | 6 | 3  | 3  | 3  | 2  | 2  | 1  | 1  | 1  | 1  | 1  | 1  | 1  | 1  | 1  | 1  | 1  | 2  | 1  | 1  | 1  | 1  | 1  | 1  | 1  | 1  | 1  | 1  | 1  | 1  |

Legenda:

Luogo: C = Casa; T = Trasferta. Risultato: V = Vittoria; N = Pareggio; P = Sconfitta.